# Segunda invasión mongola de Polonia
La segunda invasión mongola de Polonia fue llevada a cabo por el general Boroldai (Burundai) en 1259-1260. Durante esta invasión, las ciudades de Sandomierz, Cracovia, Lublin, Zawichost y Bytom fueron saqueadas por los mongoles por segunda vez.

## Historia
La invasión comenzó a finales de 1259, después de que un poderoso ejército mongol fuera enviado al reino de Galicia-Volhynia para castigar al rey Daniel de Galicia por sus acciones independientes. El rey Daniel tuvo que cumplir con las demandas de los mongoles y, en 1258, sus fuerzas se unieron a las de los mongoles en la invasión  al Gran Ducado de Lituania. Para debilitar la posición de Daniel, la Horda Dorada decidió atacar a sus aliados, el rey húngaro Béla IV y el duque de Cracovia, Boleslao V el Casto.
El propósito de la invasión era saquear el reino dividido de Polonia (ver: Testamento de Bolesław III Krzywousty ) y debilitar al duque de Cracovia Boleslao V el Casto, cuya provincia, la Pequeña Polonia, inició un proceso de rápido desarrollo. Según el plan mongol, los invasores debían entrar en la Pequeña Polonia al este de Lublin y dirigirse hacia Zawichost. Después de cruzar el río Vístula, el ejército mongol se dividió en dos columnas, operando al norte y al sur de las montañas de Santa Cruz (Polonia). Las columnas debían unirse cerca de Chęciny, y luego encaminarse hacia el sur, a Cracovia. En total, las fuerzas mongolas bajo el mando de Boroldai eran unos 30 000 efectivos, con unidades rutenas del rey Daniel de Galicia, su hermano Vasilko Romanovich, kipchakos y probablemente lituanos o yotvingios.
Los acontecimientos que tuvieron lugar en el reino de Galicia-Volhynia resonaron en la Pequeña Polonia y, a finales de 1258, comenzaron los preparativos para la defensa de Cracovia. El trabajo fue rápidamente abandonado y los duques de la dinastía Piast volvieron a sus disputas internas. En octubre de 1259, justo antes de la invasión, el duque de la Gran Polonia Boleslao el Piadoso se alió con el duque Bolesław V el Casto y el duque de Mazovia Siemowit I, para atacar al duque de Cuyavia, Casimiro I de Cuyavia. Unas pocas semanas más tarde, la Pequeña Polonia fue invadida por las hordas mongoles.
El ejército mongol se concentró cerca de Chełm y, después de capturar las ciudades polacas al este del Vístula, los invasores aparecieron en Sandomierz (principios de diciembre de 1259). Boroldai ordenó a las unidades auxiliares rutenas sitiar y capturar la ciudad, mientras que las principales fuerzas mongolas marcharon hacia el oeste hacia las montañas de la Santa Cruz. Su marcha estuvo marcada por una orgía de destrucción; entre otras, las antiguas abadías de Koprzywnica y Wąchock fueron saqueadas (lo más probable es que no consiguieran capturar la abadía benedictina de Łysa Góra ). Los mongoles limitaron su avance a Radom en el norte y Sulejówen el oeste, y no entraron en otras provincias polacas. Las dos columnas del ejército invasor unieron sus fuerzas cerca de Kielce y Chęciny, a mediados de enero de 1260.
Al mismo tiempo, continuó el sitio de Sandomierz. Los defensores de la ciudad resistieron ferozmente todos los ataques de las fuerzas mongolas y rutenas. Después de varias semanas, los líderes mongoles comenzaron las negociaciones con los polacos, que estaban al mando de un hombre llamado Piotr de Krepa. Los príncipes rutenos, que participaron en el asedio, aconsejaron a Piotr de Krepa que aceptara las ofertas de los mongoles y abandonara Sandomierz, a cambio de un pasaje seguro para todos los residentes de la ciudad. Finalmente, ante el hambre y las epidemias, los polacos abandonaron Sandomierz el 2 de febrero de 1260; los mongoles rompieron su promesa y masacraron a civiles y defensores. La ciudad misma fue saqueada e incendiada.
El 5 de febrero, las principales fuerzas mongolas abandonaron Sandomierz. Todas las unidades unieron sus fuerzas del 10 al 12 de febrero y entraron en el sur de Polonia Menor densamente poblada. Después de saquear las abadías de Jędrzejów, Mogiła, Szczyrzyc y Miechów, los invasores inundaron la región en una orgía de asesinatos y destrucción. En la segunda quincena de febrero, los mongoles llegaron a Cracovia y rápidamente tomaron la ciudad, pero sin la colina de Wawel, que estaba fortificada y defendida. Para evitar que los duques Piastas de Silesia enviaran su apoyo a la Pequeña Polonia, Boroldai envió algunas unidades al área de Bytom. El propio duque Boleslao V el Casto huyó a Sieradz, con su esposa Kinga de Polonia.
A finales de marzo de 1260, los mongoles abandonaron la Pequeña Polonia hacia el este a lo largo de las estribaciones de los Cárpatos.

## Consecuencias
La provincia que habían invadido fue completamente destruida con un rico botín tomado. Unos 10 000 polacos fueron tomados como esclavos por los invasores . A través de esta invasión, la Horda de Oro logró destruir una alianza antimongola y subyugar por completo el reino de Galicia-Volhynia.